# Sant Genís de Vilassar
Sant Genís és una església parroquial a la vila de Vilassar de Dalt (Maresme) amb elements del monumentalisme academicista i del gòtic tardà. L'església parroquial de Sant Genís de Vilassar és esmentada des del 1118, i fou refeta totalment el 1511-1519 amb estil gòtic tardà. Fou incendiada el 1936 i derruïda el 1941. La nova església es bastí seguint els plans d'Antoni Fisas el 1943, aquest edifici està protegit com a bé cultural d'interès local.

## Arquitectura
Edifici religiós; destaca per la seva marcada tendència al classicisme italianitzant. La construcció està formada per una nau central i dues laterals, de menys alçada, amb un petit creuer i cimbori de base polièdrica.
Al conjunt sobresurt especialment la façana que té un frontó superior, pilastres adossades amb capitells corintis, nàrtex amb tres arcs de mig punt i columnetes clàssiques, similar a les "loggie" florentines del Renaixement i que tant d'èxit tingueren al noucentisme. Hi ha també alguns esgrafiats sobre la façana.
Dins l'església ens trobem amb una decoració mural de Fidel Trias. A l'exterior, conserva alguns elements de la construcció anterior, com el portal lateral, del segle xvi.
El portal lateral és l'única part conservada de l'antiga església del segle xiv. Tallat en pedra. Es manté fidel a l'esquema gòtic, malgrat que no va flanquejat per cap pinacle. Presenta arquivoltes a la part superior, formades a mig punt. Sobre el floró central hi ha un relleu esculpit d'un àngel. La línia de la imposta està esculpida amb petits relleus. Inicialment el timpà possiblement allotjava algun grup escultòric. És el tipus de portal més freqüent del primer terç del segle xvi, amb motllures als brancals.

## Misses
Les misses realitzades en aquesta parròquia són en català. En el cas de voler gaudir-la en castellà s'ha d'anar a la parròquia de Cabrils o a l'església de Vilassar de Mar.
L'horari de les misses és de dilluns a dissabte a les 19:30 h (20:00 h en horari d'estiu) i els diumenges a les 11:00 h.